# 京都府立京都八幡高等学校南キャンパス
京都府立京都八幡高等学校南キャンパス（きょうとふりつ きょうとやわたこうとうがっこう みなみキャンパス）は、京都府八幡市内里柿谷にある公立高等学校。京都府立京都八幡高等学校の南学舎である。旧・南八幡高等学校の校舎を転用している。

## 沿革
- 1982年
  - 9月1日 - 京都府立新設高等学校（八幡地区）開設準備室を設置
  - 10月26日 - 京都府立南八幡高等学校を設置
  - 11月30日 - 全日制普通科及び全日制商業科を設置
- 1983年
  - 4月1日 - 京都府立南八幡高等学校開校（全日制普通科と商業科）
  - 6月20日 - 竣工式を挙行
- 1984年 - II期工事（普通科棟）竣工
- 1985年 - II期工事（普通科棟、格技場）竣工。全日制普通科に第I類・第II類を設置（商業科2クラス、普通科I類5クラス、普通科II類1クラス）。4月8日に校歌発表会を実施
- 1990年11月15日 - 1991年度入学生より、商業科をオフィス情報科及び流通マネージメント科に学科改編されることとなる
- 1991年
  - 4月 - 商業科をオフィス情報科と流通マネージメント科に改編
  - 9月30日 - 商業科棟改修工事竣工
- 1992年9月8日 - 流通マネージメント科によるスクールショップ「流通実験工房my-SIS」オープン
- 1994年3月31日 - コンピューター教室竣工
- 1995年4月1日 - 普通科I類英語コースを設置
- 1997年4月1日 - 普通科II類文理系の募集を停止し、人文系を設置
- 2002年
  - 4月1日 - 普通科II類人文系の募集を停止し、文理系を設置
  - （日付不明） - 2003年度より普通科を普通科総合選択制への移行を発表
- 2003年4月1日 - 普通科総合選択制、オフィス情報科、流通マネージメント科となる
- 2005年7月21日 - 京都府立八幡高等学校と京都府立南八幡高等学校の統合が決定
- 2006年9月1日 - 条例公布により京都府立京都八幡高等学校が設置される
- 2007年4月1日 - 京都府立八幡高等学校と統合し、京都府立京都八幡高等学校に改名。学科を改編し、同校の南キャンパスとなる

## 学科
統合後は京都府立京都八幡高等学校南キャンパスとして扱われており、学科は以下のように改編された。
- 人間科学科（2009年 人間科学コースから変更）
- 介護福祉科（2009年 介護福祉コースから変更）

### 以前あった学科
- 人間環境科（ヒューマンエリア）（元は京都府立南八幡高等学校普通科総合選択制人間環境コース）

## 特色
- 介護福祉科では、資格取得ができるように特化している。

## 周辺施設
- 八幡市立男山東中学校

## 著名な出身者
- 新タ悦男 - アナウンサー
- 早狩実紀 - 陸上競技選手兼指導者

## 交通アクセス
- 京阪バス   v